# Picoazá
Picoazá es una parroquia urbana del cantón Portoviejo, provincia de Manabí, Ecuador. Está situado en el lado occidental de la ciudad de Portoviejo y tiene una población cercana a los 19.000 habitantes.

## Descripción
Picoazá se ubica a 40 m sobre el Río Portoviejo a unos 5 km al noroeste del centro de la capital provincial del mismo nombre. La costa del Pacífico con la Bahía de Jaramijó está a unos 16 km. Esta parte de la provincia de Manabí, es famosa por su gastronomía y sus conocidos árboles de coral de la especie Erythrina crista-galli que son únicos en la región. La propia Picoazá es un subcentro comercial y vende productos agrícolas y otros bienes de consumo. El suministro de agua resulta problemático y poco confiable. La organización sin fines de lucro de Estados Unidos, Hands for Humanity declaró que el agua potable de la comunidad no era segura en 2008 y sugirió que se investigara el agua del río rica en sedimentos.

## Historia
Los hallazgos arqueológicos hechos en el área en 2008 sugieren que Picoazá es el sitio de un asentamiento precolombino. En 1907, la segunda expedición arqueológica de Marshall Howard Saville involucró la exploración de cuevas alrededor del territorio, y en particular los sitios Cerro Jaboncilla y Cerro de Hojas, que se encuentran a 5 kilómetros (3,1 millas) de Picoazá. Proporcionaron muchos artefactos importantes a Saville. Picoazá era en sí mismo el sitio de un cacicazgo manteño, según fuentes coloniales tempranas,  y contenía cantidades de cerámica manteña característica y grandes cimientos de piedra. Se dividió en cuatro asentamientos principales, con el jefe del jefe supremo del asentamiento principal. El sitio arqueológico fue declarado patrimonio cultural nacional en 2009. 

## Turismo y demografía
Esta parte de la provincia de Manabí es conocida por su gastronomía, hermosas playas y árboles de ceibo, que son únicos en la región. Picoazá es también un centro comercial que distribuye productos agrícolas y bienes de consumo.
El ingreso familiar promedio en Picoazá es de aproximadamente US $ 120 por mes. La ciudad tiene agua potable, alcantarillado y servicio telefónico inadecuados. 

## Política
En 1967 ocurrió en la ciudad un incidente que involucró una candidatura escrita ficticia . Una compañía publicó una serie de anuncios con temas de campaña para un talco para los pies llamado Pulvapies. Algunas de las consignas utilizadas incluyeron "Vota por cualquier candidato, pero si quieres bienestar e higiene, vota por Pulvapies" y "Para el alcalde: Honorables Pulvapies". Los pulvapies de polvo para pies terminaron recibiendo la mayor cantidad de votos en las elecciones. Una historia de seguimiento de United Press International dijo que "los informes de que Pulvapies había sido elegido alcalde de la localidad costera de Picoaza no eran ciertos. La elección en la localidad era de concejales municipales, no de alcalde"; El problema había surgido de la distribución nacional de volantes publicitarios que eran "del mismo tamaño y color que las boletas oficiales", y se estimaba que se habían entregado 10,000 en las urnas en lugar de las boletas con múltiples candidatos, principalmente en Quito y Guayaquil.